# Будистичка медитација
Будистичка медитација означава низ техника којима се развијају свесност, концентрација, мирноћа и увид. Једна од главних је мотрење.
По будистичком схватању, медитација представија делатност којом човек настоји да превазиђе дискурзивно размишљање, да отклони или спречи неповољна стања ума, те зачне или утврди повољна. Суштина будистичке медитације је у сабраности пажње и свесности, пажљивости и посматрању. Циљ медитације је "дивна тишина, мирноћа и јасноћа ума."
Основни алати будистичке медитације су позитивни ментални квалитети као енергија, свесност, концентрација и разумевање.
Будисти упражњавају медитацију као део пута ка пробуђењу, нирвани.

## Етимологија
Латинска реч медитација (размишљање) се произвољно користи као обједињујући термин за будистичке технике развоја ума. У санскритским и пали изворницима се користе речи bhavana (развој, настајање) и jhāna (мотрење).

## Медитативне технике

### Сабраност на дах
Један од најпознатијих техника будистичке медитације је сабраност на дах. Састоји се у томе да човек буде свестан сваког удаха и издаха. Буда је управо ову технику препоручивао као главно средство постизање будности.
Монаси, једна ствар када је негована и често практикована доноси велики плод и корист. Која је то ствар? Сабраност пажње на дах.— Готама Буда
Он сабраност на дах назива „Татагатино боравиште”, јер ју је често практиковао и после пробуђења, боравећи у изолацији, дубоко у шуми.

### Подсећање смрти
Будистичка медитација о смрти се односи на често подсећање, сваке вечери и зоре, на многобројне погибељи којима обилује људски живот, услед чега смрт може да наступи изненада. Монах тада мора да преиспита рђава стања у себи која није превазишао, а која би могла да изазову продужену будућу патњу у случају напрасне смрти.
Сам Буда је својим монасима саветовао мотрење тела у распадању:
Гледајући тело један дан после смрти, два дана после смрти или три дана после смрти, надуто и помодрело, из којег цури гној, бачено на место за спаљивање, монах тада то тело упоређује са својим овако: ‘Заиста, и ово тело је исто по својој природи, и оно ће постати овакво и томе не може умаћи’.— Готама Буда
Ова врста предмета служи првенствено развијању гађења, једног од животних расположења песимизма и одрођавања којима Буда придаје посебну пажњу.

### Развијање љубави
Медитација о свеопштој љубави (metta-bhavana) је једна од најпопуларнијих медитација у будизму.